# Punish My Heaven
Punish My Heaven ist eine deutsche Melodic-Death-Metal-Band aus Hameln, die im Jahre 2008 gegründet wurde.

## Geschichte
Die Band wurde im Frühjahr 2008 von Sebastian Töteberg (Gesang), Frank Ruhnke (E-Gitarre), Eiko Truckenbrodt (E-Gitarre), Florian Schulz (E-Bass) und Pierre Leyendecker (Schlagzeug) gegründet. Sie entstand aus der Trennung mehrerer Bands: Fading Starlight,  „Raid4“ und Final Cry. Die ersten Songs wurden im Mai 2008 aufgenommen und anschließend als Demo über ihre Myspace-Seite unter dem Namen When Light Turns into Darkness noch im selben Monat veröffentlicht. In den folgenden Monaten arbeitete die Band an weiteren neuen Songs, buchte im Dezember das Stage One Studio und nahm im Mai 2009 das Debütalbum First Punishment unter der Leitung von Andy Classen auf.
Im Jahre 2009 spielte die Band verschiedene Auftritte in ganz Deutschland, in Berlin, Dresden, Hannover und Hameln. Bei Letzterem trat sie als Unterstützung für die Band Caliban auf. Anfang 2010 wurde das Debütalbum First Punishment über Death Rock Records und Artist Station Records (Vertrieb über Soulfood) veröffentlicht. Webzines wie Metal.de und Metal Inside befassten sich ebenso mit den Veröffentlichungen der Band wie das Musikmagazin Rock Hard.

## Stil
Charakteristisch für die Band ist der schnelle Double-Bass sowie die schnell gespielte Gitarre. Auch charakteristisch ist das verwendete Shouting und Growling. Der Klang der Band wird mit anderen deutschen Bands wie Caliban und Heaven Shall Burn verglichen.

## Diskografie
- 2008: When Light Turns into Darkness (Demo, Eigenveröffentlichung)
- 2010: First Punishment (Album, Artist Station Records / Death Rock Records)
- 2012: The Reckoning (Album, Artist Station Records)